# Cazals, Lot
Cazals är en kommun i departementet Lot i regionen Occitanien i södra Frankrike. Kommunen ligger i kantonen Cazals som tillhör arrondissementet Cahors. År 2022 hade Cazals 651 invånare.

## Befolkningsutveckling
Antalet invånare i kommunen Cazals
| Referens: INSEE |